# Hezārkhūsheh
Hezārkhūsheh (persiska: هزارخوشه) är en ort i Iran.   Den ligger i provinsen Khorasan, i den östra delen av landet, 800 km öster om huvudstaden Teheran. Hezārkhūsheh ligger 1 018 meter över havet och antalet invånare är 502.
Terrängen runt Hezārkhūsheh är platt åt nordost, men åt sydväst är den kuperad. Runt Hezārkhūsheh är det glesbefolkat, med 13 invånare per kvadratkilometer. Närmaste större samhälle är Salāmeh, 9,6 km öster om Hezārkhūsheh. Trakten runt Hezārkhūsheh är ofruktbar med lite eller ingen växtlighet.